# Brangus
Brangus é uma raça de gado bovino.
O primeiro registro de um animal da raça Brangus vem de 1912 nos Estados Unidos. No início do século XX, os norte-americanos cruzaram a raça taurina britânica Aberdeen Angus (originária da Escócia, nos condados de Aberdeen e Angus) com a raça zebuína Brahman a princípio. Assim nasceu a nomenclatura Brangus.
A intenção dos pecuaristas estadunidenses era aliar a qualidade da carne, habilidade materna, precocidade e acabamento da carcaça da raça taurina com a rusticidade e resistência da raça zebuína. No Brasil, como a raça zebu predominante é o Nelore, a cruza é feita normalmente com este. Apesar de qualquer grau de sanguinidade ser intitulado Brangus, a proporção ideal adotada pela Associação Brasileira de Brangus é 5/8 Angus e 3/8 zebuíno.

## Chegada ao Brasil
Foi em Bagé, interior do Rio Grande do Sul, que nasceu o Brangus no Brasil. Na década de 70, a Embrapa Pecuária Sul iniciou o desenvolvimento da raça, que por sua cidade natal no país ganhou o nome Ibagé. Na tentativa de padronizar a criação, o nome Brangus Ibagé passou a ser adotado, substituído definitivamente para Brangus. 
Originalmente denominada Associação Brasileira de Ibagé, a associação dos criadores da raça foi criada em 1979 para agregar criadores do Brangus. Em 1998, seguindo homologação do Ministério da Agricultura, Pecuária e Abastecimento do Brasil, passou a ter o nome atual, Associação Brasileira de Brangus.

## Características
O cruzamento com raça zebuína atribuiu ao Brangus maior resistência a carrapatos e ao clima tropical, principalmente pelo encurtamento de seu pelo. Já pelo lado da raça taurina, o Brangus mantém as características da carcaça avantajada e a precocidade, podendo ser abatido com até 12 meses de idade no caso das novilhas e entre 14 e 18 meses no caso dos garrotes. 
Quanto à carne, a qualidade fica por conta da cobertura e o entremeio da gordura ao músculo, o que ressalta o sabor e aumenta a maciez do alimento. O rendimento da carcaça de uma animal Brangus pode atingir 60%, sendo que destes, 40% é de carne da parte traseira, mais valorizada no mercado por apresentar cortes como a picanha e o filé mignon. 
Outra condição que deu ao Brangus condições de se adaptar ao continente americano foram as mucosas e cascos escuros, que apresentam maior resistência ao calor.